# Bo Outlaw
Charles « Bo » Outlaw, né le 13 avril 1971 à San Antonio au Texas, est un ancien joueur américain de basket-ball. Il évolue au poste d'ailier fort.